# Elisenda de Copons
Elisenda de Copons (? - Vallbona de les Monges, 18 d’agost de 1348) fou una monja cistercenca, abadessa del monestir de Santa Maria de Vallbona, a Vallbona de les Monges. 

## Apunt biogràfic
Filla de Jaume Copons i de Blanca Boixadors, era designada també com a Elicsèn o Elisèn, Eliccendis, Elexendis, Alicenda... És possible que fos germana de Ponç de Copons, que fou abat de Poblet, perquè a més del cognom coincideix amb ell en l’heràldica, i sempre mantingueren aliances sòlides.
Fou escollida com a abadessa per unanimitat l’endemà de la mort de la seva antecessora. El període del seu abadiat s'inicià el 9 de setembre de 1340 i conclogué amb la seva mort, al 1348. La seva llosa mortuòria és a la sala capitular, a la primera filera, entre Blanca (o Berenguera) d’Anglesola i Alamanda d’Avinyó –que la precedí en el càrrec–, justament les dues abadesses amb les quals ella havia estat abans sots-priora.

## El monestir durant el seu abadiat
A començament del segle XIV, mentre n’era abadessa Elisenda de Copons, el monestir arribà a la fesomia actual. S'acabà de construir l’església, amb les últimes voltes de la nau, es construí la sala capitular i l’ala nord del claustre. Així, doncs, el monestir arriba el seu moment àlgid en grandesa i expansió material. I també al nombre màxim de estadantes religioses, pròxim al centenar –i encara s'hi haurien de comptar serventes, sacerdots i laics. També és l’època en què la pesta negra arrasava Catalunya, amb poca afectació sobre el monestir de Vallbona, tot i que potser va ser la causa de la seva mort.

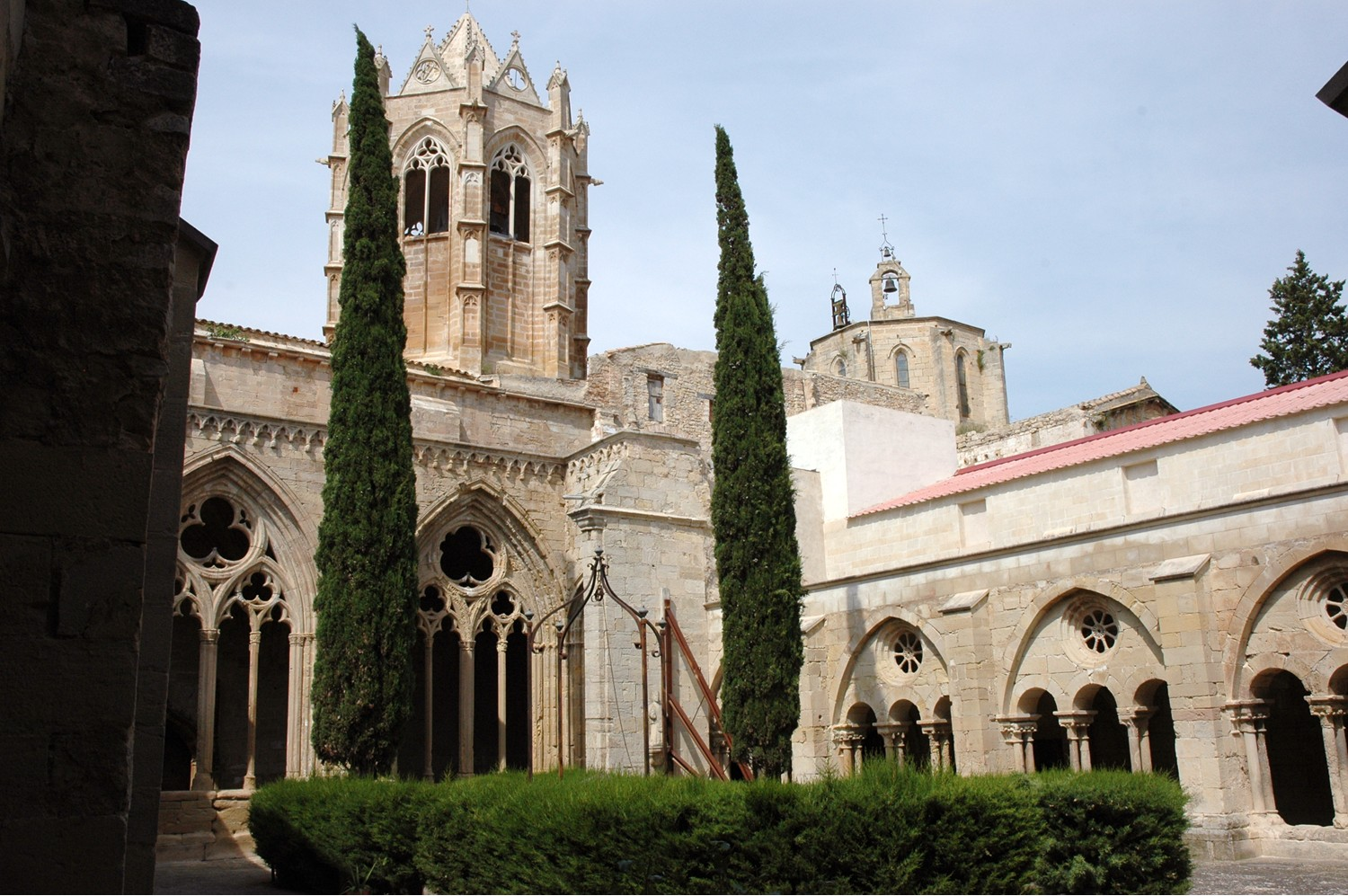
El campanar gòtic vist des del claustre

En època d’Elisenda de Copons es va fer construir el nou cimbori, una bella torre gòtica de forma octogonal construïda sobre el segon tram de la nau, una torre campanar que es manté sostinguda perillosament sobre les parets romàniques del temple. Almenys la meitat reposa sobre les voltes de l’església i els murs laterals, de tal manera que Puig i Cadafalch –que s'encarregà de la restauració l’any 1922 per encàrrec de la Mancomunitat, la va poder qualificar com «l’obra més atrevida de l’arquitectura medieval catalana».
La construcció d’un segon cimbori pot ser considerada en certa manera un allunyament de l’austeritat cistercenca, i sembla que les obres i la dinàmica expansiva que duia el monestir ja havien estat objecte d’amonestació i havien instat l’exigència de sanejament de les finances. Entretant, a Poblet, on era abat Ponç de Copons, s'hi construïa també en aquella època el cimbori, que ell no pogué, però, veure acabat. En època de l'abat Ponç de Copons i a petició seva, el papa Climent VI va concedir el privilegi d'usar mitra, anell i les altres insignies pontificials als abats de Poblet i, per extensió, a les abadesses de Vallbona, un símbol de l'opulència d'aquells anys en aquests monestirs cistercencs.